# Карлайл-Барракс
Карлайл-Барракс (англ. Carlisle Barracks) — одна з військових баз армії США, яка розташована у місті Карлайлі у штаті Пенсільванія. База є пунктом постійної дислокації Воєнного коледжу армії США і це друга найстаріша діюча військова база країни. Перші споруди були побудовані в 1757 році під час Французько-індіанської війни між Великою Британією та Францією в колоніях. З 1879 по 1918 рік інфраструктура перебувала в підпорядкуванні Міністерству внутрішніх справ для управління Індіанською промисловою школою Карлайла. Це була перша школа-інтернат за межами резервації, створена для навчання та привчання дітей корінних американців до європейсько-американської культури. У 1891 році Конгрес прийняв закон про розширення цієї програми. Після вступу США у Першу світову війну школу закрили, а майно передали Військовому міністерству.

## Зміст
Друга найстаріша діюча військова база країни, Карлайл-Барракс, заснована в 1757 році. Вона слугувала армійською школою артилеристів (1777), кавалерійською школою (середина 1800-х років), Індіанською промисловою школою (1879—1918), центром медичного сервісу (після Першої світової війни) та численні інші школи часів Другої світової війни.
На території Карлайл-Барракс зберігається понад 100 історичних будівель, 22 з яких занесено до Національного історичного реєстру. Ця стало головним чинником ініціації будівництва нового Центру армійської спадщини та освіти на площі 56 акрів поблизу казарм у містечку Міддлсекс. Першу будівлю, Інститут військової історії, завершено у вересні 2004 року. Частиною довгострокового плану є освітній центр і центр для відвідувачів, другий із трьох основних громадських будівель, запланованих на цьому місці.
Інфраструктура Карлайл-Барракс забезпечує розміщення понад 700 військовослужбовців з членами їхніх сімей, а також мешкання понад 100 000 військових у відставці. У ньому працюють понад 1000 цивільних осіб і понад 600 військових. Його річний бюджет становить майже 42 мільйони доларів, а економічний вплив на регіон становить понад 300 мільйонів доларів.
З 1951 року казарми стали домом Воєнного коледжу армії США. Щороку цей заклад вищої військової освіти забезпечує навчання на відповідному рівні для понад 700 відібраних старших офіцерів армії, а також представників інших видів збройних сил, уряду США та приблизно 40 держав-партнерів. Він також поширює освітню діяльність на понад 7000 іногородніх слухачів і відвідувачів-високопосадовців.
Згідно з дослідженням економічного впливу, Воєнний коледж і допоміжні організації щорічно відвідують приблизно 100 000 відвідувачів, які витрачають близько 3,2 мільйона доларів. Слухачі Воєнного коледжу навчаються виконувати стратегічні керівні ролі у військових і національних організаціях. Вони дізнаються від загальновизнаних викладачів і співробітників про стратегію, лідерство, людський вимір війни та миру, регіональні дослідження та навички спілкування для XXI століття. Серед випускників — Першинг, Ейзенхауер, Бредлі, Абрамс, Голсі, Макартур і Шварцкопф.
Інститути, пов'язані з армійським Воєнним коледжем, включають Інститут миротворчості США (англ. Peacekeeping and Stability Operations Institute) та Центр стратегічного лідерства, який застосовує високотехнологічний і функціональний досвід для тестування концепцій і планування на майбутнє. Інститут стратегічних досліджень, мозковий центр армії, також перебуває на території Карлайл-Барракс. Армійський інститут фізичної підготовки проводить дослідження, пов'язані зі здоров'ям і фізичною формою населення старше 40 років, і публікує дослідження, пов'язані з фізичною формою.
На базі та відкриті для публіки — поле для гольфу «Карлайл-Барракс» і громадський центр LeTort View.
Кампус Карлайл-Барракс охоплює частини містечка Норт-Міддлтон, Міддлсекс та району Карлайл.